# The Count of Montebello
The Count of Montebello è un cortometraggio del 1910 diretto da Harry Solter.

## Produzione
Il film fu prodotto dall'Independent Moving Pictures Co. of America (IMP)

## Distribuzione
Il film uscì nelle sale il 24 ottobre 1910, distribuito dalla Motion Picture Distributors and Sales Company.